# Larbaâ Nath Irathen (distrito)
Larbaâ Nath Irathen é um distrito localizado na província de Tizi Ouzou, no norte da Argélia. Sua capital é a cidade de mesmo nome. A população total do distrito era de 46 831 habitantes, em 2008.

## Comunas
O distrito está dividido em três comunas:
- Aït Aggouacha
- Irdjen
- Larbaâ Nath Irathen